# Bounty (The Walking Dead)
«Bondad» —título original en inglés: «Bounty»»— es el decimoprimer episodio de la novena temporada de la serie de televisión posapocalíptica, horror The Walking Dead. En el guion estuvo cargo Matthew Negrete y Meera Menon dirigió el episodio. el episodio salió al aire en el canal AMC el 24 de febrero de 2019. Fox hizo lo propio en España e Hispanoamérica el día siguiente.
Este episodio marca la aparición final de Tom Payne (Paul "Jesús" Rovia), quien murió en el episodio final de mitad de temporada "Evolution".

## Trama
En un flashback, Ezekiel, Carol y Jerry esperan a que lleguen los representantes de Hilltop para intercambiar bienes y Jerry revela que él y su esposa están esperando un hijo, Ezekiel le regocija su buena noticia a Jerry. Poco después, Jesús y Tara llegan con los bienes comerciales y Jesús entrega la carta de derechos que Michonne había estado desarrollando para que el Reino los retuviera. Ezekiel se fascina con el documento y, en el presente, lo mantiene cerca de sí mismo en todo momento, con la esperanza de que lo firmen todas las comunidades en la próxima feria.
En el presente, Alpha exige que Hilltop entregue a su hija Lydia, revelando que tanto Luke como Alden son sus rehenes y están dispuestos a intercambiarlos. Alfa explica que ella se ha quitado la máscara de su caminante para demostrar que viene en paz y que está dispuesta a pasar por alto el paso de sus tierras. Daryl inicialmente desprecia las demandas de Alpha, ya que ella y sus aliados humanos son pocos en comparación con las fuerzas de Hilltop, pero Alpha revela que tiene varios más de sus aliados en espera más allá de las líneas de árboles, así como una horda de caminantes. Daryl va a traer a Lydia, pero se entera de que Henry se ha ido con ella. A medida que el enfrentamiento continúa, una recién nacida que pertenece a una de las mujeres disfrazadas comienza a llorar, atrayendo a los caminantes. Alpha le ordena a la mujer que deje a la bebé detrás para que la lleven los caminantes, pero Connie, aún escondida en el campo de maíz, se apresura a salvar a la bebé y Daryl y Magna la ayudan a regresar a Hilltop. Enid puede rastrear a Henry y Lydia a una casa abandonada cerca de Hilltop, donde Henry le ha proporcionado un nuevo conjunto de ropa. Enid intenta convencer a Henry de que no permita que las cosas malas lo cambien y les permita entregar a Lydia, recordando la muerte que ella misma ha visto y el consejo que Carl le había dado antes de morir. Lydia opta por irse por su propia cuenta. Lydia es cambiada por Alden y Luke. Entonces Lydia saluda a Alpha y le dice "madre" a lo que esta le responde con una sonora bofetada, para luego susurrarle al oído que debe llamarla Alpha igual que todos los demás.
Mientras tanto, a vísperas del día de la feria, Ezekiel dirige una misión de exploración a un pueblo cercano. Uno de sus objetivos es obtener una bombilla de proyección de un cine para reemplazar una que rompieron, pero el teatro está lleno de caminantes. Carol inicialmente está en contra del plan, pero como Ezekiel habla de cómo esto será una mejora positiva para el Reino, acepta ayudar. Con un incidente mínimo, recuperan la bombilla y uno de los carteles que Ezekiel quiere usar para enmarcar la carta de derechos una vez que se firma. Regresan al Reino sin problemas.
La recién nacida recuperada por Connie es entregado a Earl y Tammy para criarla. Esa noche, Henry deja una nota y se escapa del Reino para seguir a Lydia. Daryl se entera de su partida, descubriendo que no podía vivir dejando que Lydia se fuera y lo persigue, pero Connie lo detiene, insistiendo en dejar que se una a él mientras siente lo mismo que Henry.

## Producción

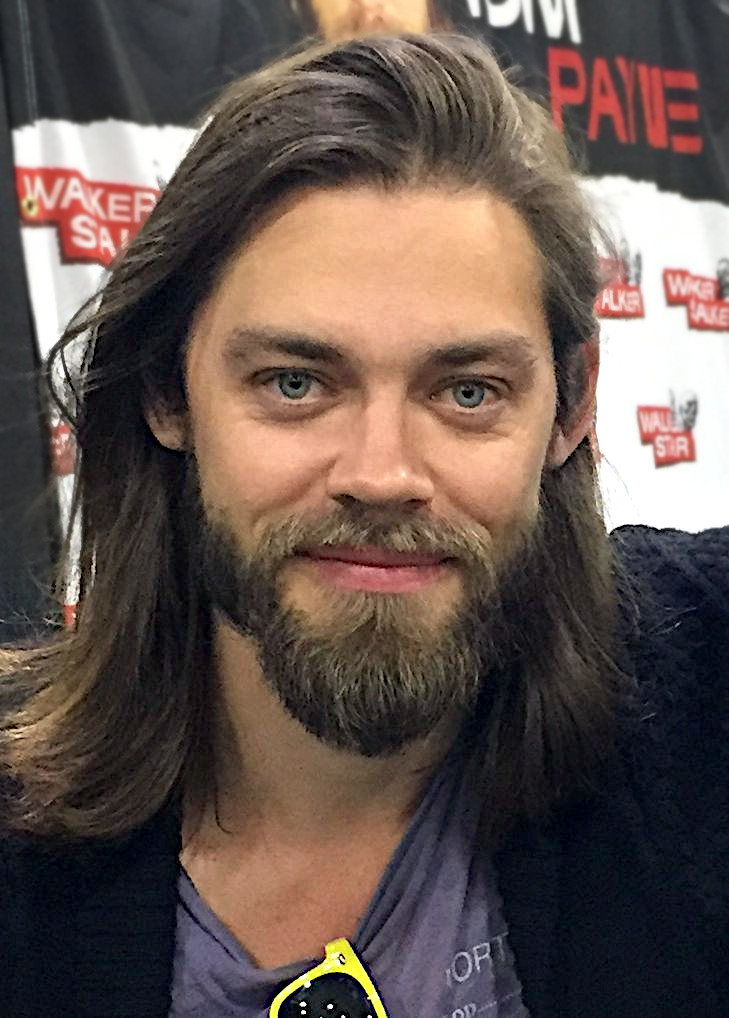
Tom Payne aparece por última vez en este episodio en una secuencia de flashback.

El episodio marca el regreso y salida del actor principal Tom Payne que interpreta a Paul "Jesús" Rovia, ya que él fue asesinado en el episodio final de mitad de temporada "Evolution". Jesús aparece en una breve secuencia de flashback al comienzo del episodio.

## Recepción

### Recepción crítica
"Bounty" recibió críticas positivas de los críticos. En Rotten Tomatoes, el episodio tiene un índice de aprobación del 79% con una puntuación promedio de 7.12 sobre 10, basado en 18 comentarios. El consenso crítico dice: "'Bounty' revive The Walking Dead la habilidad para una historia de un perro peludo y desenfadado, pero algunos espectadores pueden sentirse insatisfechos con las burlas de la instalación. de un choque que nunca se materializa."

### Calificaciones
"Bounty" recibió una audiencia total de 4.39 millones con una calificación de 1.7 en adultos de 18 a 49 años. Fue el programa de cable de mayor calificación de la noche, sin embargo, marcó una serie baja tanto en audiencia como en su clasificación de 18-49.